# Lungmu Co
Lungmu Co är en sjö i Kina. Den ligger i den autonoma regionen Tibet, i den sydvästra delen av landet, omkring 1 100 kilometer nordväst om regionhuvudstaden Lhasa. Lungmu Co ligger 5 004 meter över havet. Arean är 98 kvadratkilometer. Trakten runt Lungmu Co är ofruktbar med lite eller ingen växtlighet. Den sträcker sig 9,4 kilometer i nord-sydlig riktning, och 17,7 kilometer i öst-västlig riktning.
Genomsnittlig årsnederbörd är 272 millimeter. Den regnigaste månaden är augusti, med i genomsnitt 55 mm nederbörd, och den torraste är november, med 3 mm nederbörd.